# Maculinea sevastos
Maculinea sevastos är en fjärilsart som beskrevs av Hans Rebel och Hans Zerny 1933. Maculinea sevastos ingår i släktet Maculinea och familjen juvelvingar. Inga underarter finns listade i Catalogue of Life.